# Duke Dinsmore
Duke Dinsmore (eigentlich Carlyle John Dinsmoor; * 10. April 1913 in Williamstown, West Virginia; † 12. Oktober 1985 in Fort Lauderdale, Florida) war ein US-amerikanischer Autorennfahrer.

## Karriere
Dinsmore diente während des Zweiten Weltkrieges in den United States Army Air Forces.
Dinsmores Karriere begann 1939. Von 1946 bis 1960 stand er am Start von 47 Rennen zur AAA-National-Serie. Seinen einzigen Sieg erzielte er dabei 1950 auf der Rennstrecke von Sacramento in einem Kurtis Kraft-Offenhauser.
Bei den 500 Meilen von Indianapolis stand er zwischen 1946 und 1956 sechsmal am Start, wobei er 1947 mit dem zehnten Platz sein bestes Resultat erzielte. Allerdings musste er diesen mit Billy DeVore teilen. 1953 war er ursprünglich nicht qualifiziert, übernahm jedoch in der 145. Runde den Wagen des wegen der enormen Hitze völlig erschöpften Rodger Ward und blieb damit bereits nach elf Runden mit einem defekten Motor liegen.
Da die 500 Meilen von 1950 bis 1960 mit zur Fahrerweltmeisterschaft zählten, stehen für Dinsmore auch vier Starts bei Grand-Prix-Rennen in der Erfolgsstatistik. Punkte erzielte er dort nicht.

## Statistik

### Indy-500-Ergebnisse
| Jahr | Startnr. | Start | Qual. (km/h) | Ergebnis | Runden | Führung | Ausfall                              |
| ---- | -------- | ----- | ------------ | -------- | ------ | ------- | ------------------------------------ |
| 1946 | 45       | 8     | 198,366      | 17       | 82     | 0       | Antrieb                              |
| 1947 | 10       | 27    | 192,847      | 102      | 127    | 0       | Übergabe an DeVore; Rd. 79-118       |
| 1949 | 29       | 15    | 205,575      | 15       | 174    | 0       | Stabilisator                         |
| 1950 | 69       | 7     | 210,902      | 33       | 10     | 0       | Ölverlust                            |
| 1951 | 6        | 32    | 212,366      | 24       | 73     | 0       | Motor                                |
| 1952 | 68       | DNQ   |              |          |        |         |                                      |
| 1953 | 52       | DNQ   |              |          |        |         |                                      |
| 1953 | 92       |       |              | 163      | 10     | 0       | fuhr Wards Wagen; Rd. 145-154; Motor |
| 1954 | 62       | DNQ   |              |          |        |         |                                      |
| 1954 | 67       | DNQ   |              |          |        |         |                                      |
| 1956 | 64       | 33    | 222,922      | 17       | 191    | 0       |                                      |
| 1960 | 95       | DNQ   |              |          |        |         |                                      |

| Legende  | Legende            | Legende                                                          |
| Farbe    | Abkürzung          | Bedeutung                                                        |
| -------- | ------------------ | ---------------------------------------------------------------- |
| Gold     | –                  | Sieg                                                             |
| Silber   | –                  | 2. Platz                                                         |
| Bronze   | –                  | 3. Platz                                                         |
| Grün     | –                  | Platzierung in den Punkten                                       |
| Blau     | –                  | Klassifiziert außerhalb der Punkteränge                          |
| Violett  | DNF                | Rennen nicht beendet (did not finish)                            |
| Violett  | NC                 | nicht klassifiziert (not classified)                             |
| Rot      | DNQ                | nicht qualifiziert (did not qualify)                             |
| Rot      | DNPQ               | in Vorqualifikation gescheitert (did not pre-qualify)            |
| Schwarz  | DSQ                | disqualifiziert (disqualified)                                   |
| Weiß     | DNS                | nicht am Start (did not start)                                   |
| Weiß     | WD                 | zurückgezogen (withdrawn)                                        |
| Hellblau | PO                 | nur am Training teilgenommen (practiced only)                    |
| Hellblau | TD                 | Freitags-Testfahrer (test driver)                                |
| ohne     | DNP                | nicht am Training teilgenommen (did not practice)                |
| ohne     | INJ                | verletzt oder krank (injured)                                    |
| ohne     | EX                 | ausgeschlossen (excluded)                                        |
| ohne     | DNA                | nicht erschienen (did not arrive)                                |
| ohne     | C                  | Rennen abgesagt (cancelled)                                      |
| ohne     | keine WM-Teilnahme |                                                                  |
| sonstige | P/fett             | Pole-Position                                                    |
| sonstige | 1/2/3/4/5/6/7/8    | Punktplatzierung im Sprint-/Qualifikationsrennen                 |
| sonstige | SR/kursiv          | Schnellste Rennrunde                                             |
| sonstige | *                  | nicht im Ziel, aufgrund der zurückgelegten Distanz aber gewertet |
| sonstige | ()                 | Streichresultate                                                 |
| sonstige | unterstrichen      | Führender in der Gesamtwertung                                   |